# Tátrai Patrik
Tátrai Patrik (1979) geográfus.

## Élete
1997-2002 között az Eötvös Loránd Tudományegyetem Természettudományi Karának geográfus szakán végzett. 2004-2007 között az ELTE Földrajz-Meteorológia programjában végzett, majd 2009 szerzett PhD fokozatot.
2003–tól a Magyar Tudományos Akadémia Földrajztudományi Intézetének tudományos segédmunkatársa, 2009-től tudományos munkatársa, 2012-től tudományos főmunkatársa.
2004–től a Magyar Földrajzi Társaság tagja, 2009-től Társadalom-földrajzi Szakosztályának titkára, 2011–2015 között a Magyar Földrajzi Társaság Választmányának tagja. 2012–től a MTA Domus Kuratóriumának tagja. 2014–től A Regio szerkesztőbizottságának tagja.

## Elismerései
- 2014 Pro Geographia oklevél

## Művei
- 2005 A nyitrai járás etnikai földrajza. Földrajzi Értesítő LIV/3-4.
- 2006 Etnikai térfolyamatok a Kárpát-medence határainkon túli régióiban (1989-2002). Budapest. (tsz. Kocsis Károly - Bottlik Zs.)
- 2007 Válogatott bibliográfia Köztes-Európa etnikai földrajzához és etnikai térképezéséhez (1691-2006). Budapest.
- 2010 Az etnikai térszerkezet változásai a történeti Szatmárban.
- 2013 A Vajdaságot érintő migráció és annak történeti előzményei. Tér és Társadalom 27/2, 35-54. (tsz.)
- 2013 A migráció hatása Temerin népességnövekedésére és etnikai szerkezetének átalakulására. Tér és Társadalom 27/2, 134-146. (tsz.)
- 2014 Etnikai folyamatok Magyarországon az ezredforduló után. Területi Statisztika 54/5, 506-523.
- 2014 Utak és értelmezések napjaink magyarországi etnikai földrajzi kutatásaiban. Regio 22/2, 45-65.
- 2017 A Kárpát-medencei magyar szórványok településszerkezete és főbb demográfiai jellemzői. Kisebbsegi Szemle 2/1, 7-31.
- 2018 A migrációs folyamatok hatása a kárpátaljai magyarok számának alakulására. Metszetek 7/1, 5-29. (tsz.)
- 2018 Changes in the number of Hungarians in Transcarpathia Based on the survey ‘SUMMA 2017’. Hungarian Journal of Minority Studies 2, 103-135. (tsz.)
- 2018 A roma népesség területi megoszlásának változása Magyarországon az elmúlt évtizedekben. Területi Statisztika 58/1, 3-26. (tsz.)
- 2019 Roma population in Hungary – spatial distribution and its temporal changes. Deturope 11/3, 138-159. (tsz.)
- 2020 A kárpátaljai magyar szórvány kutatása. Regio 28/1, 5-34.
- 2020 Az asszimiláció „helye” a kárpátaljai szórvány népességfejlődésében, recens demográfiai jellemzőiben. Regio 28/1, 35-69. (tsz.)
- 2020 „A görögök magyar nyelvű ukránok.” - Az etnikai identifikáció és kategorizáció változó mintázatai a kárpátaljai magyar szórványban. Regio 28/1, 106-137. (tsz.)
- 2020 A kárpátaljai magyar szórvány típusai, tagolási lehetőségei. Kisebbségi Szemle 5/3, 7-31.